# I Love New York
I Love New York (с англ. — «Я люблю Нью-Йорк») — песня и логотип, разработанные в 1970-х годах в ходе рекламной кампании по развитию туризма в Нью-Йорке. Логотип является зарегистрированной торговой маркой и используется на сувенирной продукции, а песня является песней штата Нью-Йорк.
Логотип представляет собой ребус, разработанный Милтоном Глейзером, состоящий из заглавной буквы «I» (я), красного символа сердца (♥), под которыми находятся заглавные буквы N и Y (аббревиатура названия New York), начертанные закруглённой гарнитурой slab serif (American Typewriter). Песня была написана в 1977 году композитором Стивом Карменом (Steve Karmen).
Популярной пародией на символ является надпись «я никогда не был в Нью-Йорке», или «I ☠ NY». Кроме того, логотип регулярно используется непародийно, по аналогии (например, «я люблю йогу»), что регулярно вызывает юридические споры.